# Ceratitis argenteostriata
Ceratitis argenteostriata är en tvåvingeart som beskrevs av Meyer och Amnon Freidberg 2006. Ceratitis argenteostriata ingår i släktet Ceratitis och familjen borrflugor.
Artens utbredningsområde är Madagaskar. Inga underarter finns listade i Catalogue of Life.